# Quận Brevard, Florida
Quận Brevard là một quận thuộc tiểu bang Florida, Hoa Kỳ. Quận lỵ đóng ở Titusville6. 
Dân số theo điều tra năm 2010 của Cục điều tra dân số Hoa Kỳ là 543376 người.

## Địa lý
Theo Cục điều tra dân số Hoa Kỳ, quận này có diện tích 4030 km2, trong đó có 1400 km2 là diện tích mặt nước.